# IC 3163
IC 3163 је двојна звијезда у сазвјежђу Дјевица која се налази на листи објеката дубоког неба у Индекс каталогу.
Деклинација објекта је + 9° 15' 24" а ректасцензија 12h 20m 3,5s.